# East Fork Kaweah River Bridge
L'East Fork Kaweah River Bridge est une pont en arc du comté de Tulare, en Californie, dans l'ouest de États-Unis. Construit en 1923, ce pont routier permet le franchissement de l'East Fork Kaweah River par la Mineral King Road, au sein du parc national de Sequoia. C'est une propriété contributrice au Mineral King Road Cultural Landscape District, un district historique inscrit au Registre national des lieux historiques depuis le 24 octobre 2003.